# 穆莱斯和博塞勒
穆莱斯和博塞勒（法語：Moulès-et-Baucels，法語發音：[mulɛs e bosɛl]）是法国埃罗省的一个市镇，属于洛代沃区。

## 地理
穆莱斯和博塞勒（43°56'52"N, 3°43'58"E）面积22.78 平方千米，位于法国奧克西塔尼大區埃罗省，该省份为法国南部沿海省份，南濒地中海，西南接奥德省，西北接塔恩省和阿韦龙省，东北与加尔省接壤。
与穆莱斯和博塞勒接壤的市镇（或旧市镇、城区）包括：拉卡迪耶尔和康博、叙梅讷、冈日、拉罗克、蒙图略、圣博济勒德皮图瓦。

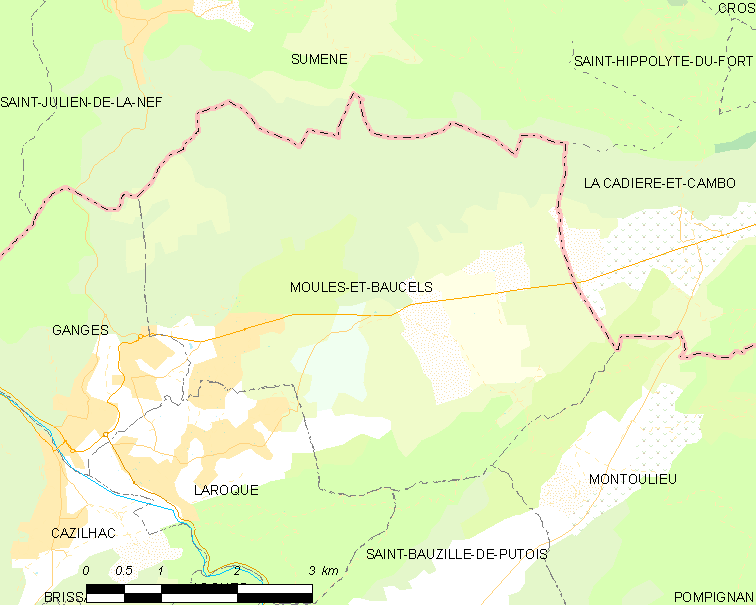
穆莱斯和博塞勒的OSM定位图

穆莱斯和博塞勒的时区为UTC+01:00、UTC+02:00（夏令时）。

## 行政
穆莱斯和博塞勒的邮政编码为34190，INSEE市镇编码为34174。

## 政治
穆莱斯和博塞勒所属的省级选区为洛代沃县。

## 人口

1962-2008年间穆莱斯和博塞勒人口变化图示

穆莱斯和博塞勒于2022年1月1日时的人口数量为855人。